# Musikåret 1850

## Händelser

### Augusti
- 28 – Richard Wagners opera Lohengrin har premiär i Weimar[1].

### Okänt datum
- Den svenska sångerskan Jenny Lind turnerar i USA, med Julius Benedict.
- Bach-sällskapet grundas i Leipzig, Sachsen.
- Robert Schumann: Cellokonsert.
- Julius Stern grundar Sternska konservatoriet i Berlin, Preussen.
- Richard Wagner: Das Kunstwerk der Zukunft (teoretisk avhandling)

## Födda
- 6 januari – Xaver Scharwenka, polsk-tysk pianist och kompositör.
- 17 januari – Aleksandr Tanejev, rysk tonsättare.
- 26 mars – Amalia Riégo, svensk operasångare (sopran).
- 17 april – Algot Lange, svensk operasångare (basbaryton) och sångpedagog.
- 18 juni – Richard Heuberger, österrikisk tonsättare.
- 26 juni – Jacob Adolf Hägg, svensk tonsättare, pianist och organist.
- 1 december – Peter Erasmus Lange-Müller, dansk tonsättare
- 29 december – Tomás Bretón, spansk tonsättare.

## Avlidna
- 19 mars – Adalbert Gyrowetz, 77, böhmisk tonsättare.
- 3 april – Václav Jan Tomášek, 76, böhmsk musiker.
- 28 juli – Stefano Pavesi, 71, italiensk tonsättare.

### Fotnoter
1. ↑  Grove's Dictionary of Music and Musicians, 5th ed., 1954